# Вуич, Василий Афанасьевич
Василий Афанасьевич Вуич (1777—1836) — полковник, герой сражения при Фридланде, командующий Собственным Его Императорского Величества конвоем.

## Биография
Происходил из дворянского рода Вуичей Бахмутского уезда Новороссийской губернии.
На службу был записан 11-ти лет от роду в Елисаветградский легкоконный полк 4 января 1788 году кадетом, оттуда 10 ноября 1791 года был переведён в Таврический конно-егерский полк на должность адъютанта, а 12 мая 1796 года переведён в Сумской гусарский полк, где 7 октября 1798 года был произведён в поручики.
В 1791 году участвовал в войне с турками, после чего находился в Таврической губернии.
В 1799 году Вуич состоял в корпусе Римского-Корсакова и совершил поход в Швейцарию. Находился в сражениях при Цюрихе и Шлатте.
С 12 декабря 1800 года за самовольный переход границы был арестован и отдан под суд, однако 31 января 1801 года был возвращён в полк.
7 октября 1803 года Вуич был принят в сформированный из отборных кавалеристов Уланский Его Высочества Цесаревича полк.
В 1805 году Вуич совершил кампанию в Австрии и находился в сражении при Аустерлице.
В кампании следующего 1806 года в Восточной Пруссии он принимал участие в многодневных боях при взятии города Гуттштадта и преследовании французов до реки Пасарги, при Гейльсберге и Фридланде. Во время переправы вплавь через Пасаргу один пехотинец, спасаясь, ухватился за хвост его коня, но добрый конь вынес на берег обоих. Этот эпизод боя оставил в записной книжке или дневнике Василия Афанасьевича под соответственным числом следующую шутливую заметку: «плыв, плыв, плыв, плыв…. аже обридло тее мне».
Во время сражения при Фридланде Вуич с командуемым им эскадроном улан атаковал во фланг неприятельскую конницу, смешал её и опрокинул, чем дал время восстановить порядки русской кавалерии, с которой потом довершил поражение французов. В происшедшей рукопашной схватке он был ранен палашом вдоль колена, но невзирая на рану, неоднократно с успехом продолжал водить войска в атаку. За этот боевой подвиг он 20 мая 1808 года был награждён орденом св. Георгия 4-й степени (№ 897 по кавалерскому списку Судравского и № 1989 по списку Григоровича — Степанова), пожалованным ему при следующем патенте за собственноручной подписью императора Александра I

Нашему Ротмистру Вуичу 1-му.

Отличное мужество и храбрость, оказанные Вами в сражении 1 июня при Фридланде противу фраицузских войск, где Вы при вытеснении неприятеля из того города поступали с примерной неустрашимостью, и при поражении и преследовании оного, бросаясь в опаснейшие места, сильным образом содействовали в истреблении неприятеля, а в действии на другой день, атаковав с командуемым Вами эскадроном неприятельскую конницу во фланг, смешали и опрокинули оную, чем дали время устроиться нашей кавалерии, с которой потом довершили поражение, и несмотря на полученную Вами рану, с успехом бросались несколько раз на неприятеля, заслуживают награждения Орденом Святого Великомученика и Победоносца Георгия, а потому Мы Всемилостивейше жалуем Вас Кавалером сего Ордена четвёртого класса, и, знак оного препровождая, повелеваем Вам возложить на себя и носить по установлению. Удостоверены Мы впрочем, что Вы, получив таковую отличную честь, потщитесь продолжением усердной службы Вашей вящше удостоиться Монаршей Нашей милости.
Пребываем Вам благосклонны.
Собственною Его Императорского Величества рукою написано: 

«Александр».

Также Вуич был награждён прусским орденом Pour le Mérite, препровождённым к нему при собственноручном рескрипте короля Фридриха Вильгельма.
В 1811 году Вуич за ранами вышел в отставку.

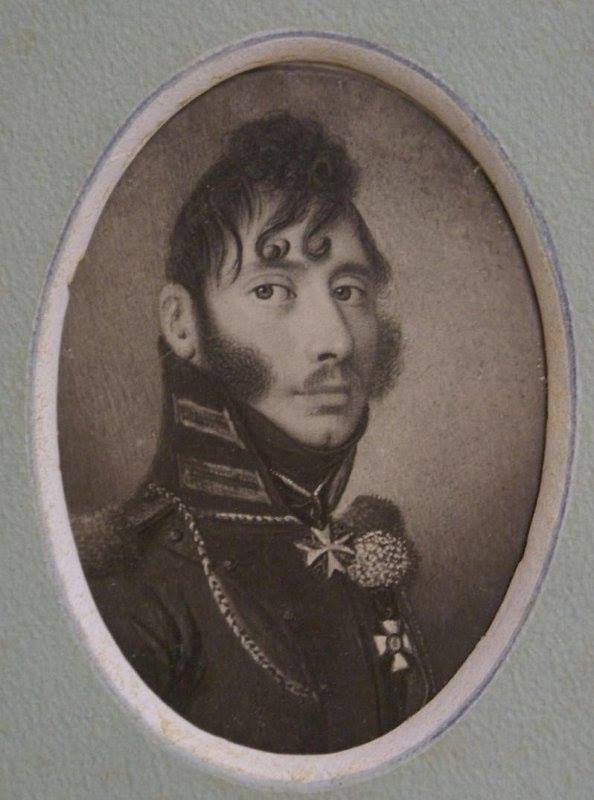
Портрет ротмистра Уланского Его Императорского Высочества Цесаревича и Великого Князя Константина Павловича полка Василий Афанасьевич Вуич. 1808 - 1810 гг.

Поселившись после увольнения от службы в пожалованной его деду вотчине, Вуич занимался сельским хозяйством, воспитанием своих детей и службой по дворянским выборам; в 1812 году он был избран дворянством Новороссийской губернии начальником губернского народного ополчения; затем он двукратно занимал должность Славяносербского предводителя дворянства и состоял кандидатом в губернские предводители, а также по избранию дворянства в качестве депутата ездил в Санкт-Петербург для ходатайства по делам о свободном винокурении и по возвращении получил от всего дворянства благодарственный адрес, поднесённый ему губернским и уездными предводителями.
В 1827 году Вуич, без всякого с его стороны о том ходатайства, был вновь определён на службу в корпус жандармов, с назначением начальником отделения сперва по Харьковской и Курской, а затем по Екатеринославской, Херсонской и Таврической губерниям.
В следующем 1828 году была объявлена война с турками, и император Николай Павлович, следуя в действующую армию через Елизаветград, Высочайше приказать изволил, чтобы полковник Вуич отправился в Измаил в главную квартиру.
С этого времени Вуич находился при особе Государя в должности командующего Императорским конвоем. В переписке Вуича с семьей сохранился его рассказ о том, что спустя несколько лет (в 1830 году), на манёврах под Елизаветградом император Николай I в присутствии всей свиты, обратившись к окружавшим генералам, назвал его «мой хранитель» (mon gardien). Благоволение Николая I выразилось и впоследствии по случаю прибытия Вуича в Санкт-Петербург для определения на военную службу своего сына, причём император сам назначил ему полк и выразился: «Ну, смотри, чтобы сын был на батюшку похож непременно». При отбытии затем Василия Афанасьевича домой Николай Павлович, обращаясь к нему, сказал: «Если только я буду в армии, то ты непременно со мной».
В 1831 году, по Высочайшему повелению, полковник Вуич был отправлен в действующую армию против польских мятежников и, состоя в конвое великого князя Михаила Павловича, командовавшего отдельным гвардейским корпусом, участвовал во всех действиях того корпуса, начиная с переправы через реку Вислу близ Торна до взятия штурмом Варшавы и изгнания мятежников в пределы Пруссии, где они и сложили оружие. За отличия в сражениях с польскими мятежниками Вуич был награждён орденом св. Владимира 3-й степени.
В 1834 году Вуич за болезнью был уволен от службы и в начале 1836 года умер.
Кроме упомянутых орденов Вуич имел также орден св. Анны 2-й степени и Польский знак отличия за военное достоинство (Virtuti Militari) 3-й степени.
Его сын Иван Васильевич Вуич впоследствии был генерал-майором.
Его брат Иван Афанасьевич Вуич также служил в лейб-гвардии Уланском полку и с отличием участвовал в нескольких войнах против Наполеона.